# Joseph W. Byrns

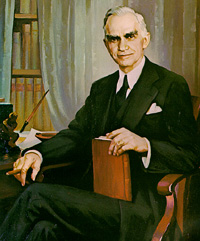
Joseph W. Byrns

Joseph Wellington Byrns (* 20. Juli 1869 in Cedar Hill, Robertson County, Tennessee; † 4. Juni 1936 in Washington, D.C.) war ein US-amerikanischer Politiker der Demokratischen Partei, Mitglied des US-Repräsentantenhauses für Tennessee und Sprecher des Repräsentantenhauses.

## Biografie
Nach dem Besuch allgemeiner Schulen und der High School von Nashville studierte er von 1887 bis 1890 Rechtswissenschaften an der Law School der Vanderbilt University. Nach seiner anschließenden Zulassung nahm er eine Tätigkeit als Rechtsanwalt in Nashville auf.
Seine politische Laufbahn begann er als Abgeordneter im Repräsentantenhaus von Tennessee, in das er zwischen 1895 und 1901 gewählt wurde. Im Anschluss gehörte er von 1901 bis 1903 dem Senat von Tennessee an. 1902 bewarb er sich erfolglos um das Amt des Bezirksstaatsanwalts (District Attorney General) im Davidson County. 1908 wurde Byrns als Vertreter der Demokraten erstmals in das US-Repräsentantenhaus gewählt und vertrat dort nach 13 darauffolgenden Wiederwahlen vom 4. März 1909 bis zu seinem Tode zunächst den sechsten bzw. seit dem 4. März 1933 den fünften Wahlbezirk Tennessees.
Später war er von 1928 bis 1930 Vorsitzender des Wahlkampfkomitees der Demokraten (Congressional Campaign Committee). Zwischen März 1931 und März 1933 war er zunächst Vorsitzender des Investitionsausschusses (Committee on Appropriations) und danach bis Januar 1935 Fraktionsvorsitzender und damit Führer der demokratischen Mehrheitsfraktion (Majority Leader).
Am 3. Januar 1935 wurde Byrns schließlich Speaker des Repräsentantenhauses und behielt dieses Amt bis zu seinem Tode am 4. Juni 1936. Byrns war der erste Speaker, dessen Amtszeit unmittelbar nach Beginn der Legislaturperiode im Januar begann. Zum Zeitpunkt seines Todes war er bereits für die bevorstehenden Wahlen zum 75. US-Kongress nominiert. Nach der Trauerfeier in der Halle des US-Repräsentantenhauses wurde er auf dem Mount Olivet Cemetery in Nashville beigesetzt.
Sein Sohn Joseph war später ebenfalls für eine Wahlperiode Kongressabgeordneter für Tennessees 5. Kongresswahlbezirk.